# マイキー・ウェイ
マイキー・ウェイ（Mikey Way）ことマイケル・ジェームズ・ウェイ（Michael James Way、1980年9月10日- ）は、アメリカ合衆国ニュージャージー州ベルビル出身のベーシスト。マイ・ケミカル・ロマンスのメンバーであり、同バンドのボーカルであるジェラルド・ウェイは実兄にあたる。

## 経歴
2007年3月7日に、ベーシストのアリシア・シモンズ（Alicia simmons）と結婚し、新婚生活を送るため一時的にバンド活動を休止していた。